# Peter Paret
Peter Paret (13 de abril de 1924 – 11 de setembro de 2020) foi um historiador cultural e intelectual americano de origem alemã, cujas duas principais áreas de pesquisa foram a guerra e a interação entre arte e política na Europa dos séculos XVIII ao XX. Ele também escreveu sobre assuntos relacionados.

## Primeiros anos
Paret nasceu em 1924 em Berlim, filho de Hans Paret e Suzanne Aimée Cassirer. Do lado paterno, ele descende de uma família francesa que emigrou para a Alemanha em 1679. Treze dos ancestrais de Paret, incluindo seu bisavô e avô, foram ministros protestantes. Seu pai, gravemente ferido na Primeira Guerra Mundial, estudou filosofia antes de se voltar para os negócios e, após a Segunda Guerra Mundial, tornou-se chefe da empresa Beuck and Paret, consultores empresariais. A mãe de Paret, que começou a estudar medicina após o casamento, veio de uma família judaica bem conhecida há dois séculos na manufatura (teares, cabos de aço), finanças, publicação e erudição. Seu pai, Paul Cassirer, editor e negociante de arte, foi uma força importante para o modernismo nas artes na Alemanha. O filósofo Ernst Cassirer era seu tio. Em 1932, os pais de Paret se divorciaram, e sua mãe com sua filha pequena mudou-se para Viena, onde continuou seus estudos com Sigmund Freud. Paret a seguiu em janeiro de 1933. No ano seguinte, sua mãe casou-se com o psicanalista e reformador educacional Siegfried Bernfeld e com seu marido e filhos mudou-se para a França, e em agosto de 1937 para os Estados Unidos, onde se estabeleceram em São Francisco.

## Carreira
Paret ingressou na Universidade da Califórnia em Berkeley em janeiro de 1942, foi convocado no ano seguinte e serviu em seções de inteligência de combate e operações de um batalhão de infantaria nas campanhas da Nova Guiné e Filipinas e na Coreia. Em 1946, aos 21 anos, foi dispensado com a patente de Sargento de Estado-Maior, retornou à UC Berkeley como calouro do segundo ano e graduou-se em 1949, após o que retornou à Europa para se reconectar com seu pai e outros parentes. Seu plano de estudar história da arte foi interrompido pela necessidade de assistir sua mãe durante a doença final de seu padrasto, e não foi até 1955 que ele começou os estudos de pós-graduação, desta vez em história, no King's College London.
Ele escreveu sua dissertação sobre a era da Reforma Prussiana sob Michael Howard, tornou-se um dos primeiros membros do Institute for Strategic Studies, serviu como Tutor Residente na Delegacia de Estudos Extra-Murais da Universidade de Oxford e, no último ano antes de receber seu diploma, começou a publicar artigos sobre pensamento militar contemporâneo, bem como sobre história recente, tendo encontrado documentos importantes nos arquivos britânicos, incluindo um registro perdido de uma prisão da Gestapo estabelecida após a tentativa contra a vida de Hitler em 20 de julho de 1944.
Após receber seu Ph.D. em 1960, Paret retornou aos Estados Unidos como Associado de Pesquisa no Center of International Studies, Universidade de Princeton, onde passou dois anos. Com John W. Shy, que então era um estudante de pós-graduação em fase de conclusão em Princeton, ele escreveu seu primeiro livro, Guerrillas in the 1960s (Nova York, 1961), uma obra breve analisando a natureza da guerra irregular e as dificuldades que ela apresentava para as sociedades modernas industrializadas, que foi reimpresso várias vezes e saiu em uma edição expandida no ano seguinte.
Em 1962, Paret veio para a Universidade da Califórnia em Davis como Professor Assistente Visitante. Foi promovido ao cargo efetivo no ano seguinte e a professor titular em 1966. Durante esses anos em um campus inovador e em rápida expansão, que ele mais tarde caracterizou como o mais feliz de sua carreira acadêmica, publicou um estudo da teoria francesa moderna de guerra político-militar, French Revolutionary Warfare from Indochina to Algeria (Nova York, 1966), e uma versão expandida de sua dissertação, Yorck and the Era of Prussian Reform (Princeton, 1966), uma obra combinando análise ideológica com o estudo da doutrina operacional e tática, e preparou o contexto para seu crescente interesse nas ideias e vida de Clausewitz, que como jovem oficial foi um membro ativo do movimento de reforma prussiano.
Em 1969, após um ano no Center for Advanced Study in the Behavioral Sciences, Paret foi nomeado Professor de História na Universidade Stanford; e em 1977 tornou-se o Professor Raymond A. Spruance de História Internacional lá.
Em 1976, tendo escrito vários artigos sobre a vida e obra de Clausewitz, publicou uma biografia, Clausewitz and the State (agora em sua terceira edição expandida), que foi traduzida para três idiomas. O trabalho de Paret junto com Penser la guerre: Clausewitz de Raymond Aron, publicado no mesmo ano, colocou Clausewitz firmemente na história das ideias e política dos períodos Revolucionário, Napoleônico e pós-Napoleônico. Paret e Aron avaliaram favoravelmente o trabalho um do outro, embora suas perspectivas sobre o assunto diferissem. Ao contrário de Aron, Paret mostrou pouco interesse na influência das ideias de Clausewitz em conflitos mais recentes e contemporâneos. Ele o estuda, disse ele, como estudaria Mozart – pelo que ele compôs, não por como maestros posteriores ou diretores de ópera executam seu trabalho. O título do livro de Paret aponta para o papel poderoso que o estado prussiano desempenhou na vida de Clausewitz, um poder que reaparece no papel central da política e da política nas teorias de Clausewitz.
No mesmo ano em que a biografia apareceu, a tradução de Howard e Paret da principal obra teórica de Clausewitz, Da Guerra, foi publicada. Altamente elogiada, também recebeu algumas críticas. A obra, agora disponível em cinco edições em língua inglesa, foi reimprimida repetidamente. O artigo recente de Paret, "Translation, Literal or Accurate", em The Journal of Military History, julho de 2014, delineia os princípios que ele e Howard seguiram ao converter o alemão do início do século XIX de Clausewitz para o inglês moderno – princípios de tradução que também se aplicam às traduções subsequentes de Paret e Daniel Moran dos Historical and Political Writings de Clausewitz (Princeton, 1992). Um projeto relacionado foi a nova edição de Paret de Makers of Modern Strategy (Princeton, 1986), que manteve três ensaios do original de 1943, revisou outros quatro e adicionou vinte e dois novos ensaios. A obra continua a ser amplamente lida e usada como texto. Atualmente está sendo traduzida para o chinês simplificado, a 14ª tradução da obra.
Desde 1980, quando seu estudo da arte moderna e seus inimigos na Alemanha imperial, The Berlin Secession, apareceu, Paret publicou várias monografias e coleções de ensaios na história da arte, três das quais foram traduzidas para o alemão. Ele combinou seus interesses na história da arte e na história da guerra em Imagined Battles: Reflections of War in European Art (Chapel Hill, 1997), uma obra dedicada "à memória dos homens com quem servi, e contra quem servi, na Nova Guiné e nas Filipinas."
Em 1986, Paret tornou-se o Professor Andrew W. Mellon em Humanidades no Institute for Advanced Study em Princeton. Aposentou-se em 1997. Continuou a escrever, lecionar e publicar. Entre seu trabalho recente está Clausewitz in His Time (Nova York: Oxford, 2015), uma edição alemã expandida da qual, Clausewitz in seiner Zeit, apareceu em 2017. Ele editou um volume de dois ensaios por Hans Delbrueck (1848-1929) e ele mesmo, Krieg, Geschichte, Theories, Miles Verlag, Berlim 2018, e além de resenhas em The Journal of Central European History e The Journal of Military History publicou um artigo sobre a função da história no entendimento de Clausewitz sobre a guerra em The Journal of Military History, outubro de 2018. Ele celebrou seu 95º aniversário em abril de 2019, mas continuou a trabalhar. Por exemplo, um artigo, expansão de uma palestra que deu na Universidade de Princeton em março de 2019, que desenvolve um novo conceito da biografia de Clausewitz, apareceu na edição de janeiro de 2020 de The Journal of Military History. Um artigo curto "From Document to Interpretation", apareceu na edição de julho de 2020 da revista. Ele introduziu o Anuário 2020 da Associação de Pesquisa Clausewitz em Burg, Alemanha, e também publicou um artigo na edição.
Paret morreu em setembro de 2020 aos 96 anos.

## Honras e prêmios
Paret foi Fellow da Academia Americana de Artes e Ciências, Membro da Sociedade Filosófica Americana, que lhe concedeu sua Medalha Thomas Jefferson, Fellow Honorário da London School of Economics e Membro Honorário da Sociedade Alemã Clausewitz, que em 2020 lhe concedeu seu Alfinete de Prata de Honra. Recebeu um doutorado honorário da Universidade Humboldt de Berlim, bem como três outros diplomas honorários, e o governo alemão lhe concedeu a Cruz da Ordem do Mérito de Primeira Classe, República Federal Alemã (2000), e a Grande Cruz da Ordem do Mérito, República Federal Alemã (2013).
Em 1993, foi agraciado com o Prêmio Samuel Eliot Morison por conquista vitalícia dado pela Society for Military History Em 2017, recebeu os $100 000 do Prêmio Pritzker de Literatura por Conquista Vitalícia em Escrita Militar.

## Publicações
Uma bibliografia completa das publicações de Paret está disponível na página inicial do Institute for Advanced Study, Princeton. Uma lista de todas as monografias e volumes editados, incluindo edições em línguas estrangeiras, complementada por uma breve biografia apareceu em The Second Generation: Émigrés from Nazi Germany as Historians, ed. A. Daum, H. Lehmann, J. Sheehan, Nova York 2016, pp. 420‒22; este volume também inclui um ensaio autobiográfico intitulado "External Events, Inner Drives" (pp. 72‒78).